# NGC 819
NGC 819 è una galassia a spirale situata nella costellazione del Triangolo, a una distanza di circa 304 milioni di anni luce dalla nostra Via Lattea.

## Scoperta
La galassia è stata scoperta il 20 settembre 1865 dall'astronomo prussiano Heinrich d'Arrest.

## Descrizione
NGC 819 presenta una larga riga a 21 cm dell'idrogeno neutro.
Dato il valore della sua luminosità superficiale pari a 11,95, NGC 819 può essere inclusa tra le galassie ad elevata luminosità superficiale.

## Supernova
Il 24 agosto 2007, all'interno di NGC 819 è stata scoperta la supernova SN 2007hb nel corso del programma LOSS (Lick Observatory Supernova Search) dell'Osservatorio Lick. La supernova è stata classificata di tipo Ib/c.